# Momcziłgrad (gmina)
Momcziłgrad (bułg.: Община Момчилград)  − gmina w południowej Bułgarii, w obwodzie Kyrdżali.

## Miejscowości
Miejscowości wchodzące w skład gminy Momcziłgrad:
- Austa (bułg.: Aуста),
- Bagrjanka (bułg.: Багрянка),
- Bałabanowo (bułg.: Балабаново),
- Biwolane (bułg.: Биволяне),
- Czajka (bułg.: Чайка),
- Czobanka (bułg.: Чобанка),
- Czomakowo (bułg.: Чомаково),
- Czukowo (bułg.: Чуково),
- Dewinci (bułg.: Девинци),
- Drumcze (bułg.: Друмче),
- Dżelepsko (bułg.: Джелепско),
- Gorsko Djulewo (bułg.: Горско Дюлево),
- Gruewo (bułg.: Груево),
- Gurgulica (bułg.: Гургулица),
- Junaci (bułg.: Юнаци),
- Kamenec (bułg.: Каменец),
- Karamfił (bułg.: Карамфил),
- Koncze (bułg.: Конче),
- Kos (bułg.: Кос),
- Kremenec (bułg.: Кременец),
- Letownik (bułg.: Летовник),
- Łale (bułg.: Лале),
- Manczewo (bułg.: Манчево),
- Momcziłgrad (bułg.: Момчилград) - stolica gminy,
- Momina syłza (bułg.: Момина сълза),
- Nanowica (bułg.: Нановица),
- Neofit Bozweliewo (bułg.: Неофит Бозвелиево),
- Obicznik (bułg.: Обичник),
- Pazarci (bułg.: Пазарци),
- Pijawec (bułg.: Пиявец),
- Pleszinci (bułg.: Плешинци),
- Postnik (bułg.: Постник),
- Progres (bułg.: Прогрес),
- Pticzar (bułg.: Птичар),
- Ralica (bułg.: Ралица),
- Rawen (bułg.: Равен),
- Sadowica (bułg.: Садовица),
- Sedefcze (bułg.: Седефче),
- Sedłari (bułg.: Седлари),
- Sence (bułg.: Сенце),
- Sindełci (bułg.: Синделци),
- Sjarci (bułg.: Сярци),
- Sokolino (bułg.: Соколино),
- Swoboda (bułg.: Свобода),
- Tatuł (bułg.: Татул),
- Wreło (bułg.: Врело),
- Wyrchari (bułg.: Върхари),
- Zagorsko (bułg.: Загорско),
- Zwezdeł (bułg.: Звездел).